# Marka (masa)
Marka – średniowieczna jednostka masy, stanowiąca połowę funta. W zależności od kraju i okresu ok. 190–280 g.
Odpowiednikiem marki w Polsce była grzywna.

## Masy marek

### Dania i Norwegia
duń. mark
- marka – 216 g

### Francja
- marka paryska – 244,75 g
- marka turońska – 244,224 g, w Tours posługiwano się również marką mającą 227,6 g
- marka Montpellier – 239 g
- marka Grenoble – 237 g
- marka marsylska – 234 g
- marka La Rochelle – 230 g
- marka Limoges – 226 g
- marka Bordeaux – 215 g

### Niemcy
- marka kolońska – 233,856 g